# Laurentius Magni Blix
Laurentius Magni Blix, latinisering av Lars Månsson Blix, död efter 1611, var en präst i det då norska Jämtland, som emellertid i kyrkligt avseende tillhörde Uppsala ärkestift.

## Biografi
Laurentius Blix var son till kyrkoherden Måns Karlsson Blix och Inga Hansdotter i Undersåkers församling. Han var 3 mars 1561 kapellan i Undersåkers församling. Blix blev 14 juli 1566 kyrkoherde i församlingen. Han flydde 1611 till Norge.

### Familj
Blix var gift med Kirsten Eriksdotter. Hon var dotter till kyrkoherden Erik Anderson i Ovikens församling. De fick tillsammans barnen komministern Mogens Larsen Blix i Trondheim, rektor Hans Blix vid Wiborgs skola, prästen Erik Blix (död 1633) i Opdalens församling, Margareta Blix som var gift med kyrkoherden Hans Nielsen Berg i Ragunda församling, Lisbeth Blix som var gift med kyrkoherden Joen i Tierreby församling, Marte Blix som var gift med fogden Arild Olsen i Jämtland och kyrkoherden Salomon Blix i Lit församling.